# Rafer Alston
Rafer Jamel Alston, detto anche  Skip to My Lou o Skip 2 My Lou (Queens, 24 luglio 1976), è un ex cestista statunitense, professionista nella NBA.

## Carriera
È uno dei pochi streetballer, giocatori di basket di strada giocato nei playground delle metropoli americane, che ha sfondato nel mondo della NBA.
“One, two, skip to my…” gridavano gli speaker dei tornei del Rucker Park di Harlem vedendolo saltare (skip) senza alcuna difficoltà ogni avversario: da allora Rafer Alston è diventato per tutti Skip to My Lou o semplicemente Skip: una leggenda dei playground newyorkesi.
Nonostante le enormi qualità tecniche, la carriera al college per Skip è stata difficile, anche per la mancanza di un adeguato curriculum accademico.
Nell'anno da junior (il terzo), tuttavia, stabilisce il record d'istituto per assist totali in stagione (240) e riceve la nomination nel Western Athletic Conference all-newcomer team.
Star indiscussa dei playground, famoso per le sue doti di ballhandling, passa per CBA, training camp e NBDL prima di approdare alla NBA,  ai Toronto Raptors, e poi esplodere ai Miami Heat. Tornato ai Raptors, realizza oltre 14 punti e 6 assist (11º nella NBA) a partita su 80 presenze, di cui 78 da titolare.
È stato il playmaker titolare degli Houston Rockets e, nonostante qualche guaio giudiziario, per lo stile di gioco fantasioso e spettacolare è diventato un beniamino dei tifosi.
Dal febbraio 2009 agli Orlando Magic, con cui gioca le NBA Finals 2009, viene ceduto insieme con Courtney Lee e Tony Battie ai New Jersey Nets in cambio di Vince Carter e Ryan Anderson. Deluso dall'andamento della squadra, il 5 gennaio 2010 ha ottenuto dai Nets il recesso del contratto e pochi giorni dopo ha firmato per i Miami Heat.

## Statistiche

### College
| Anno      | Squadra             | PG | PT | MP   | TC%  | 3P%  | TL%  | RP  | AP  | PRP | SP  | PP   |
| --------- | ------------------- | -- | -- | ---- | ---- | ---- | ---- | --- | --- | --- | --- | ---- |
| 1997-1998 | Fresno St. Bulldogs | 33 | -  | 31,2 | 40,1 | 33,7 | 75,8 | 2,2 | 7,3 | 2,1 | 0,4 | 11,0 |
| Carriera  | Carriera            | 33 | -  | 31,2 | 40,1 | 33,7 | 75,8 | 2,2 | 7,3 | 2,1 | 0,4 | 11,0 |

### NBA

#### Regular Season
| Anno      | Squadra         | PG  | PT  | MP   | TC%  | 3P%  | TL%  | RP  | AP  | PRP | SP  | PP   |
| --------- | --------------- | --- | --- | ---- | ---- | ---- | ---- | --- | --- | --- | --- | ---- |
| 1999-2000 | Milwaukee Bucks | 27  | 0   | 13,4 | 28,4 | 21,4 | 75,0 | 0,9 | 2,6 | 0,4 | 0,0 | 2,2  |
| 2000-2001 | Milwaukee Bucks | 37  | 2   | 7,8  | 35,7 | 26,7 | 69,2 | 0,8 | 1,8 | 0,4 | 0,0 | 2,1  |
| 2001-2002 | Milwaukee Bucks | 50  | 7   | 12,0 | 34,6 | 38,0 | 62,1 | 1,4 | 2,9 | 0,6 | 0,0 | 3,5  |
| 2002-2003 | Toronto Raptors | 47  | 4   | 20,9 | 41,5 | 39,2 | 68,5 | 2,3 | 4,1 | 0,8 | 0,3 | 7,8  |
| 2003-2004 | Miami Heat      | 82  | 28  | 31,5 | 37,6 | 37,1 | 76,9 | 2,8 | 4,5 | 1,4 | 0,2 | 10,2 |
| 2004-2005 | Toronto Raptors | 80  | 78  | 34,0 | 41,4 | 35,7 | 74,0 | 3,5 | 6,4 | 1,5 | 0,1 | 14,2 |
| 2005-2006 | Houston Rockets | 63  | 63  | 38,6 | 37,9 | 32,7 | 69,2 | 4,0 | 6,7 | 1,6 | 0,2 | 12,1 |
| 2006-2007 | Houston Rockets | 82  | 82  | 37,1 | 37,5 | 36,3 | 73,4 | 3,4 | 5,4 | 1,6 | 0,1 | 13,3 |
| 2007-2008 | Houston Rockets | 74  | 74  | 34,1 | 39,4 | 35,1 | 71,5 | 3,5 | 5,3 | 1,3 | 0,2 | 13,1 |
| 2008-2009 | Houston Rockets | 48  | 48  | 33,1 | 37,0 | 34,8 | 78,9 | 3,0 | 5,4 | 1,2 | 0,1 | 11,5 |
| 2008-2009 | Orlando Magic   | 29  | 28  | 29,5 | 41,5 | 31,7 | 70,7 | 2,9 | 5,1 | 1,8 | 0,1 | 12,0 |
| 2009-2010 | N.J. Nets       | 27  | 13  | 28,4 | 34,3 | 32,2 | 81,5 | 2,8 | 3,9 | 1,0 | 0,2 | 9,7  |
| 2009-2010 | Miami Heat      | 25  | 25  | 26,2 | 35,5 | 37,0 | 55,6 | 2,2 | 2,9 | 0,9 | 0,2 | 6,6  |
| Carriera  | Carriera        | 671 | 452 | 28,9 | 38,3 | 35,4 | 72,9 | 2,8 | 4,8 | 1,2 | 0,2 | 10,1 |

#### Playoffs
| Anno     | Squadra         | PG | PT | MP   | TC%  | 3P%  | TL%  | RP  | AP  | PRP | SP  | PP   |
| -------- | --------------- | -- | -- | ---- | ---- | ---- | ---- | --- | --- | --- | --- | ---- |
| 2000     | Milwaukee Bucks | 4  | 0  | 4,0  | 0,0  | 0,0  | 0,0  | 0,0 | 0,3 | 0,0 | 0,0 | 0,0  |
| 2001     | Milwaukee Bucks | 5  | 0  | 1,6  | 0,0  | -    | -    | 0,0 | 0,2 | 0,0 | 0,0 | 0,0  |
| 2004     | Miami Heat      | 13 | 0  | 22,7 | 31,9 | 23,1 | 84,0 | 2,2 | 1,7 | 0,4 | 0,1 | 7,0  |
| 2007     | Houston Rockets | 7  | 7  | 44,1 | 33,8 | 32,0 | 76,9 | 6,9 | 5,0 | 1,9 | 0,4 | 10,9 |
| 2008     | Houston Rockets | 4  | 4  | 31,5 | 43,8 | 44,0 | 80,0 | 1,5 | 4,5 | 1,0 | 0,0 | 14,3 |
| 2009     | Orlando Magic   | 23 | 23 | 32,2 | 38,0 | 31,9 | 75,0 | 2,4 | 4,1 | 1,4 | 0,2 | 12,2 |
| Carriera | Carriera        | 56 | 34 | 26,7 | 36,5 | 31,1 | 76,4 | 2,5 | 3,1 | 1,0 | 0,1 | 9,0  |